# Where Are Ü Now
"Where Are Ü Now" is een nummer geproduceerd door de Amerikaanse muziekproducenten Skrillex en Diplo samen onder de naam Jack Ü met vocalen van de Canadese zanger Justin Bieber. Het nummer kwam uit als de tweede single van het album Skrillex and Diplo Present Jack Ü, dat in 2015 uitkwam. Het kwam uit op 27 februari 2015 maar werd op 21 april 2015 voor het eerste te horen op de Amerikaanse radiostations. 

## Achtergrondinformatie
Het nummer won een Grammy Award voor Best Dance Recording in 2015. Daarnaast was het nummer ook een commercieel succes: het nummer stond in acht landen binnen de top-10 in de hitlijsten. In de Billboard Hot 100 piekte "Where Are Ü Now" op de achtste plek.

## Videoclip
De bijhorende videoclip verscheen op 29 juni 2015.

## Tracklijst
| Nr. | Titel                                | Duur |
| --- | ------------------------------------ | ---- |
| 1.  | Where Are Ü Now (Kaskade remix)      | 5:07 |
| 2.  | Where Are Ü Now (Rustie remix)       | 3:59 |
| 3.  | Where Are Ü Now (Marshmello remix)   | 3:26 |
| 4.  | Where Are Ü Now (Ember Island cover) | 2:32 |

## Hitnoteringen

### Nederlandse Top 40
| Hitnotering: 25-04-2015 t/m 17-10-2015 | Hitnotering: 25-04-2015 t/m 17-10-2015 | Hitnotering: 25-04-2015 t/m 17-10-2015 | Hitnotering: 25-04-2015 t/m 17-10-2015 | Hitnotering: 25-04-2015 t/m 17-10-2015 | Hitnotering: 25-04-2015 t/m 17-10-2015 | Hitnotering: 25-04-2015 t/m 17-10-2015 | Hitnotering: 25-04-2015 t/m 17-10-2015 | Hitnotering: 25-04-2015 t/m 17-10-2015 | Hitnotering: 25-04-2015 t/m 17-10-2015 | Hitnotering: 25-04-2015 t/m 17-10-2015 | Hitnotering: 25-04-2015 t/m 17-10-2015 | Hitnotering: 25-04-2015 t/m 17-10-2015 | Hitnotering: 25-04-2015 t/m 17-10-2015 | Hitnotering: 25-04-2015 t/m 17-10-2015 |
| Week:                                  | 1                                      | 2                                      | 3                                      | 4                                      | 5                                      | 6                                      | 7                                      | 8                                      | 9                                      | 10                                     | 11                                     | 12                                     | 13                                     | 14                                     |
| -------------------------------------- | -------------------------------------- | -------------------------------------- | -------------------------------------- | -------------------------------------- | -------------------------------------- | -------------------------------------- | -------------------------------------- | -------------------------------------- | -------------------------------------- | -------------------------------------- | -------------------------------------- | -------------------------------------- | -------------------------------------- | -------------------------------------- |
| Positie:                               | 39                                     | 30                                     | 26                                     | 22                                     | 22                                     | 21                                     | 19                                     | 17                                     | 14                                     | 17                                     | 19                                     | 20                                     | 19                                     | 15                                     |
| Week:                                  | 15                                     | 16                                     | 17                                     | 18                                     | 19                                     | 20                                     | 21                                     | 22                                     | 23                                     | 24                                     | 25                                     | 26                                     |                                        |                                        |
| Positie:                               | 11                                     | 11                                     | 12                                     | 13                                     | 14                                     | 14                                     | 15                                     | 16                                     | 20                                     | 24                                     | 29                                     | 38                                     | uit                                    |                                        |

### NederlandseSingle Top 100
| Hitnotering: 14-03-2015 t/m 02-04-2016 | Hitnotering: 14-03-2015 t/m 02-04-2016 | Hitnotering: 14-03-2015 t/m 02-04-2016 | Hitnotering: 14-03-2015 t/m 02-04-2016 | Hitnotering: 14-03-2015 t/m 02-04-2016 | Hitnotering: 14-03-2015 t/m 02-04-2016 | Hitnotering: 14-03-2015 t/m 02-04-2016 | Hitnotering: 14-03-2015 t/m 02-04-2016 | Hitnotering: 14-03-2015 t/m 02-04-2016 | Hitnotering: 14-03-2015 t/m 02-04-2016 | Hitnotering: 14-03-2015 t/m 02-04-2016 | Hitnotering: 14-03-2015 t/m 02-04-2016 | Hitnotering: 14-03-2015 t/m 02-04-2016 | Hitnotering: 14-03-2015 t/m 02-04-2016 | Hitnotering: 14-03-2015 t/m 02-04-2016 | Hitnotering: 14-03-2015 t/m 02-04-2016 | Hitnotering: 14-03-2015 t/m 02-04-2016 | Hitnotering: 14-03-2015 t/m 02-04-2016 | Hitnotering: 14-03-2015 t/m 02-04-2016 | Hitnotering: 14-03-2015 t/m 02-04-2016 |
| Week:                                  | 1                                      | 2                                      | 3                                      | 4                                      | 5                                      | 6                                      | 7                                      | 8                                      | 9                                      | 10                                     | 11                                     | 12                                     | 13                                     | 14                                     | 15                                     | 16                                     | 17                                     | 18                                     | 19                                     |
| -------------------------------------- | -------------------------------------- | -------------------------------------- | -------------------------------------- | -------------------------------------- | -------------------------------------- | -------------------------------------- | -------------------------------------- | -------------------------------------- | -------------------------------------- | -------------------------------------- | -------------------------------------- | -------------------------------------- | -------------------------------------- | -------------------------------------- | -------------------------------------- | -------------------------------------- | -------------------------------------- | -------------------------------------- | -------------------------------------- |
| Positie:                               | 79                                     | 61                                     | 56                                     | 50                                     | 41                                     | 33                                     | 24                                     | 22                                     | 18                                     | 17                                     | 16                                     | 13                                     | 14                                     | 14                                     | 14                                     | 14                                     | 15                                     | 13                                     | 12                                     |
| Week:                                  | 20                                     | 21                                     | 22                                     | 23                                     | 24                                     | 25                                     | 26                                     | 27                                     | 28                                     | 29                                     | 30                                     | 31                                     | 32                                     | 33                                     | 34                                     | 35                                     | 36                                     | 37                                     | 38                                     |
| Positie:                               | 10                                     | 9                                      | 10                                     | 10                                     | 12                                     | 13                                     | 12                                     | 11                                     | 15                                     | 17                                     | 21                                     | 24                                     | 26                                     | 34                                     | 39                                     | 46                                     | 50                                     | 24                                     | 22                                     |
| Week:                                  | 39                                     | 40                                     | 41                                     | 42                                     | 43                                     | 44                                     | 45                                     | 46                                     | 47                                     | 48                                     | 49                                     | 50                                     | 51                                     | 52                                     | 53                                     | 54                                     | 55                                     | 56                                     |                                        |
| Positie:                               | 26                                     | 24                                     | 23                                     | 27                                     | 32                                     | 28                                     | 36                                     | 42                                     | 46                                     | 50                                     | 55                                     | 73                                     | 75                                     | 77                                     | 82                                     | 84                                     | 86                                     | 88                                     | uit                                    |

### 3FM Mega Top 50
| Positie: | 40 | 33 | 34 | 27 | 27 | 36 | 31 | 32 | 35 | 36 | 26 | 28 | 27 | 24 | 19  |
| Week:    | 16 | 17 | 18 | 19 | 20 | 21 | 22 | 23 | 24 | 25 | 26 | 27 | 28 | 29 |     |
| Positie: | 13 | 16 | 12 | 13 | 14 | 13 | 13 | 24 | 24 | 21 | 23 | 29 | 39 | 49 | uit |

## Releasedata
| Land                | Releasedatum     | Formaat                   | Label                       |
| ------------------- | ---------------- | ------------------------- | --------------------------- |
| Duitsland           | 27 februari 2015 | Muziekdownload            | Atlantic, Mad Decent, OWSLA |
| Italië              | 27 februari 2015 | Muziekdownload            | Atlantic, Mad Decent, OWSLA |
| Spanje              | 27 februari 2015 | Muziekdownload            | Atlantic, Mad Decent, OWSLA |
| Verenigd Koninkrijk | 27 februari 2015 | Muziekdownload            | Atlantic, Mad Decent, OWSLA |
| Verenigde Staten    | 27 februari 2015 | Muziekdownload            | Atlantic, Mad Decent, OWSLA |
| 21 april 2015       | Radio            |                           | Atlantic, Mad Decent, OWSLA |
| Italië              | Radio            | 1 mei 2015                | Atlantic, Mad Decent, OWSLA |
| Wereldwijd          | 16 juni 2015     | Muziekdownload (remix-ep) | Atlantic, Mad Decent, OWSLA |